# Сирота Сергій Миколайович
Сергі́й Микола́йович Сирота́ (1997—2019) — старший солдат Збройних сил України, учасник російсько-української війни.

## З життєпису
Народився 1997 року в селі Щурин (Рожищенський район, Волинська область).
З 2016 року — на військовій службі за контрактом; старший солдат, військовослужбовець 14-ї бригади, заступник командира бойової машини — навідник-оператор.
9 грудня 2019 року у вечірню пору під час переміщення на позиціях у межах взводного опорного пункту між 29-м блокпостом та селом Жолобок загинув у момент підриву протитанкового мінного шлагбаума — детонація відбулася внаслідок обстрілу противником. Тоді ж загинули молодший сержант Віктор Пруський та молодший сержант Андрій Войтович.
Після прощання у Луцьку 13 грудня 2019-го похований в селі Щурин. Востаннє Сергію лунали сальви рушниць, а священнослужителі відправили заупокійне богослужіння.
Без Сергія лишились батьки та два брати.

## Нагороди та вшанування
- Указом Президента України № 131/2020 від 7 квітня 2020 року за «самовіддане служіння Українському народові, особисту мужність, виявлену у захисті державного суверенітету та територіальної цілісності України» нагороджений орденом За мужність III ступеня (посмертно)[4].
- Вшановується в меморіальному комплексі «Зала пам'яті», в щоденному ранковому церемоніалі 9 грудня[5][6].